# Grand Prix Formule 1 van Australië 1996
De Grand Prix Formule 1 van Australië 1996 werd gehouden op 10 maart 1996 in Melbourne.

## Verslag
Williams overheerste de kwalificatie: Jacques Villeneuve vertrok vanaf de pole-position terwijl teamgenoot Damon Hill op de tweede plaats stond. Forti was het eerste slachtoffer van de nieuwe 107%-regel: beide rijders wisten zich niet te kwalificeren.
In de eerste ronde ging Martin Brundle na een botsing met David Coulthard en Johnny Herbert een aantal keer over de kop. Brundle en Coulthard vertrokken bij de herstart vanuit de pits, Herbert gaf op. Brundle spinde bij de herstart van de baan na een licht contact met Pedro Diniz.
De race werd verder gekenmerkt door de dominantie van Villeneuve. Hij leidde het grootste gedeelte van de race, tot hij snelheid moest terugnemen door een olielek. Hill werd uiteindelijk de winnaar, Villeneuve tweede en Irvine vervolledigde het podium.

## Uitslag
| Positie | Nummer | Rijder                | Team               | Ronden | Tijd/Opgave            | Startplaats | Punten |
| ------- | ------ | --------------------- | ------------------ | ------ | ---------------------- | ----------- | ------ |
| 1       | 5      | Damon Hill            | Williams-Renault   | 58     | 1:32:50.4              | 2           | 10     |
| 2       | 6      | Jacques Villeneuve    | Williams-Renault   | 58     | +38.020                | 1           | 6      |
| 3       | 2      | Eddie Irvine          | Ferrari            | 58     | +1:02.571              | 3           | 4      |
| 4       | 4      | Gerhard Berger        | Benetton-Renault   | 58     | +1:17.037              | 7           | 3      |
| 5       | 7      | Mika Häkkinen         | McLaren-Mercedes   | 58     | +1:35.071              | 5           | 2      |
| 6       | 19     | Mika Salo             | Tyrrell-Yamaha     | 57     | +1 Ronde               | 10          | 1      |
| 7       | 9      | Olivier Panis         | Ligier-Mugen-Honda | 57     | +1 Ronde               | 11          |        |
| 8       | 15     | Heinz-Harald Frentzen | Sauber-Ford        | 57     | +1 Ronde               | 9           |        |
| 9       | 16     | Ricardo Rosset        | Arrows-Hart        | 56     | +2 Rondes              | 18          |        |
| 10      | 10     | Pedro Diniz           | Ligier-Mugen-Honda | 56     | +2 Rondes              | 20          |        |
| 11      | 18     | Ukyo Katayama         | Tyrrell-Yamaha     | 55     | +3 Rondes              | 15          |        |
| NF      | 20     | Pedro Lamy            | Minardi-Ford       | 42     | Veiligheidsgordel      | 17          |        |
| NF      | 1      | Michael Schumacher    | Ferrari            | 32     | Remmen                 | 4           |        |
| NF      | 21     | Giancarlo Fisichella  | Minardi-Ford       | 32     | Koppeling              | 16          |        |
| NF      | 11     | Rubens Barrichello    | Jordan-Peugeot     | 29     | Motor                  | 8           |        |
| NF      | 8      | David Coulthard       | McLaren-Mercedes   | 24     | Gaspedaal              | 13          |        |
| NF      | 17     | Jos Verstappen        | Arrows-Hart        | 15     | Motor                  | 12          |        |
| NF      | 3      | Jean Alesi            | Benetton-Renault   | 9      | Botsing                | 6           |        |
| NF      | 12     | Martin Brundle        | Jordan-Peugeot     | 1      | Botsing                | 19          |        |
| NF      | 14     | Johnny Herbert        | Sauber-Ford        | 0      | Ongeluk bij 1ste start | 14          |        |
| NQ      | 22     | Luca Badoer           | Forti-Ford         |        | 107% regel             | 21          |        |
| NQ      | 23     | Andrea Montermini     | Forti-Ford         |        | 107% regel             | 22          |        |

## Wetenswaardigheden
- Taki Inoue zou normaal rijden voor Minardi maar hij kwam niet met sponsorgeld over de brug. Daarom kon Fisichella zijn debuut maken.
- Damon Hill pakte twee zeges in Australië op rij, na delaatste Grand Prix van 1995.

## Statistieken
| Pole-position | Jacques Villeneuve | Williams-Renault | 1:33.421 |
| Snelste ronde | Jacques Villeneuve | Williams-Renault | 1:32.371 |

## Noot
- Dit was het debuut van de Italiaanse coureur (en toekomstig Grand Prix-winnaar) Giancarlo Fisichella, de Canadese coureur (en toekomstig wereldkampioen) Jacques Villeneuve, jr. en de Braziliaanse coureur Ricardo Rosset.
- Eerste pole position, eerste snelste ronde, eerste rondes als raceleider en eerste podiumplaats voor Jacques Villeneuve.

1949 · 1985 · 1986 · 1987 · 1988 · 1989 · 1990 · 1991 · 1992 · 1993 · 1994 · 1995 · 1996 · 1997 · 1998 · 1999 · 2000 · 2001 · 2002 · 2003 · 2004 · 2005 · 2006 · 2007 · 2008 · 2009 · 2010 · 2011 · 2012 · 2013 · 2014 · 2015 · 2016 · 2017 · 2018 · 2019 · 2020 · 2021 · 2022 · 2023 · 2024 · 2025